# 阿貝爾2162
阿貝爾2162是在阿貝爾星系團表中的一個星系團，它位於北冕座。它是武仙座超星系團的成員，這個集團成員的紅移介於0.0304和0.0414之間。